# Lützowstraße 16/18 (München)

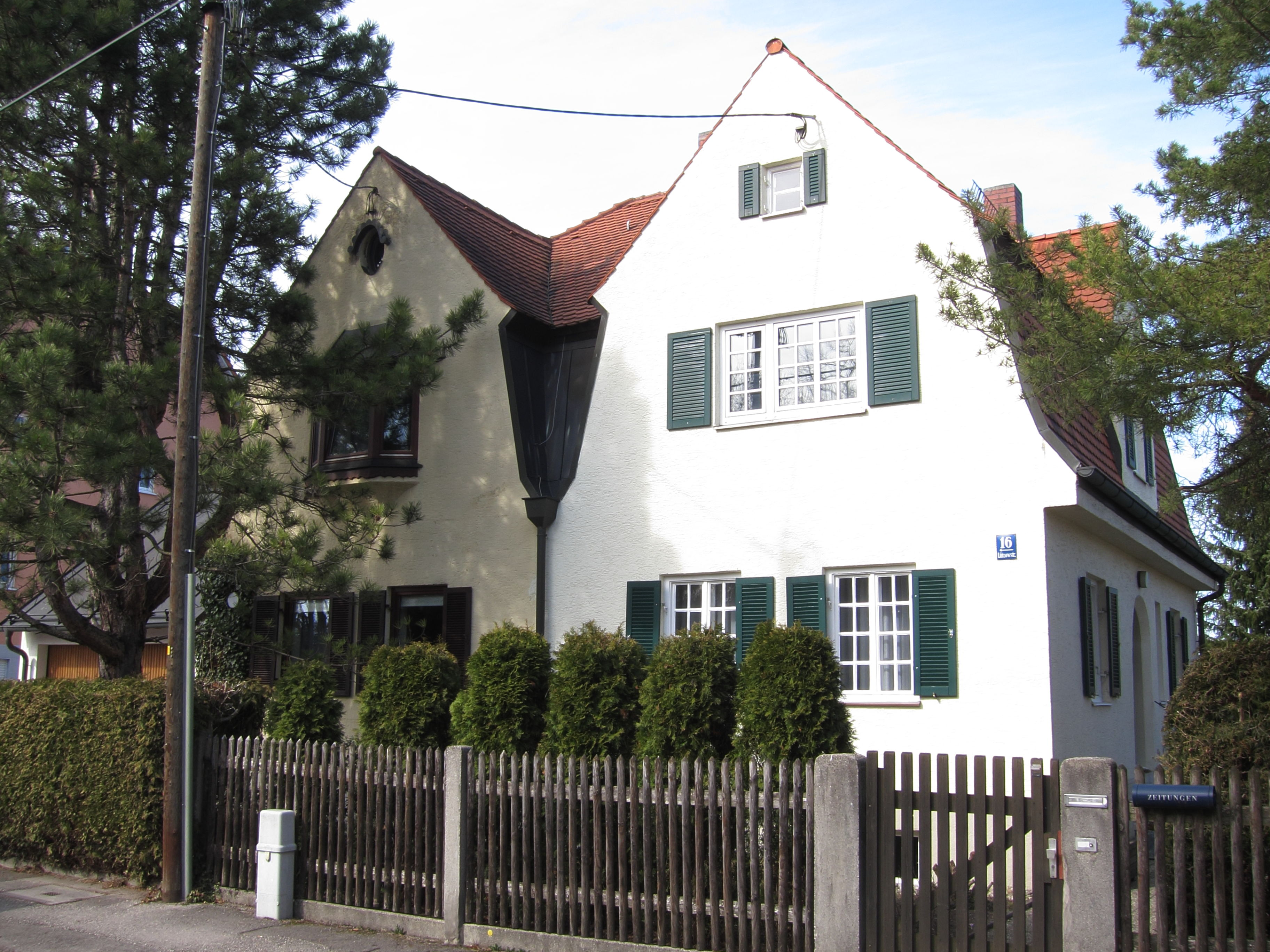
Haus Lützowstraße 16/18

Das Haus Lützowstraße 16/18 im Stadtteil Obermenzing der bayerischen Landeshauptstadt München wurde 1911 errichtet. Das Doppelhaus in der Lützowstraße, das zur Villenkolonie Pasing II gehört, ist ein geschütztes Baudenkmal.
Die zwei erdgeschossigen Zwillingshäuser mit tief herabgezogenen Mansarddächern wurden von den Gebrüdern Ott erbaut. Sie unterscheiden sich in wenigen Details, wie dem Fenstererker der Nr. 18.